# Bertha Rogers
Bertha Rogers Nr. 1–27 ist eine Explorationsbohrung der Firmen GHK und Lone Star zur Suche nach Erdgas im Anadarko-Becken in den USA. Sie hielt von 1974 bis 1979 den Weltrekord für die tiefste Bohrung der Welt.
Das Bohrloch liegt im Washita County im Bundesstaat  Oklahoma, etwa 32 km (20 Meilen) östlich von Sayre, 18 km (11 Meilen) westlich von Cordell und südlich von Burns Flat.
Für das Bohrloch wurde eigens ein Rohr mit extra großem Durchmesser hergestellt. Die Bohrung begann am 12. November 1972 und dauerte bis 18. April 1974 (Datum der Pressemeldung). Der durchschnittliche Vortrieb betrug 18 m (60 ft) pro Tag. Die Endtiefe lag bei 9.583 m (31.441 ft) in der Arbuckle-Formation, wo der Bohrmeißel in flüssigem Schwefel  steckenblieb. Zwischendurch war man auch auf Schwefelwasserstoff gestoßen. Bei einer Tiefe von 9.520 m hatte man kambrisches Karbonatgestein durchstoßen.  Es herrschten Drücke bis zu 171.231 kPa (24.835 psi). Die Kosten betrugen geschätzt 7 Millionen Dollar und es wurden keine kommerziell nutzbaren Kohlenwasserstofflagerstätten gefunden, ein wenig Gas war vorhanden. Die Bohrung wurde zurückzementiert und die Strecke 3350 m – 4020 m im Granite Wash zur Gasförderung komplettiert.
Die Bohrung übertraf die Bohrung Baden Nr. 1–28 mit einer Tiefe von 9.159 m (30.050 ft) in Beckham County aus den Jahren 1970 bis 1972, bei der dieselben Firmen beteiligt waren.
Sie wurde am 6. Juni 1979 von der sowjetischen Kola-Bohrung übertroffen. In den USA wurde die Tiefe erst 2004 übertroffen.